# Upplandsgatan

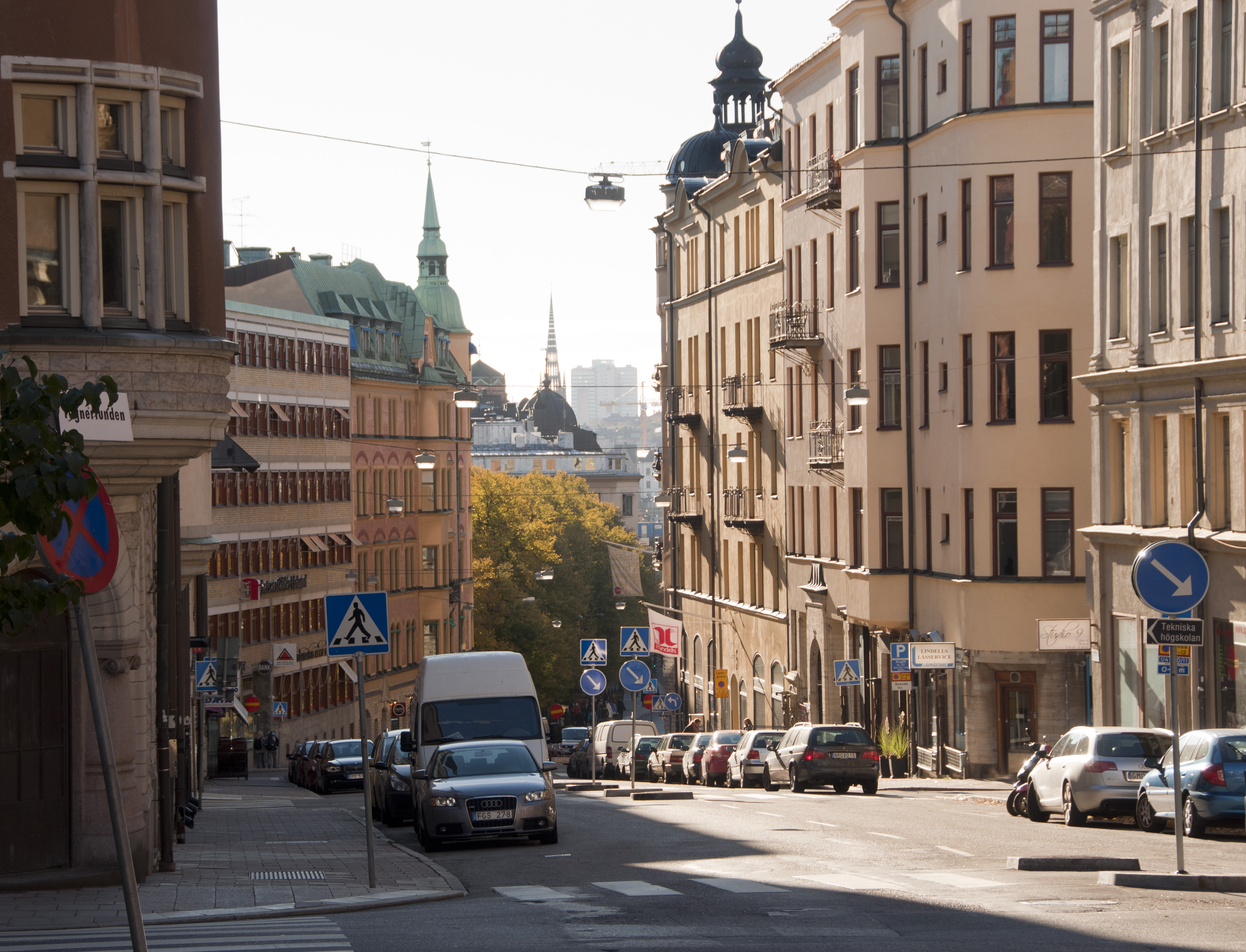
Upplandsgatan söderut, från Tegnérlunden mot Norra Bantorget.

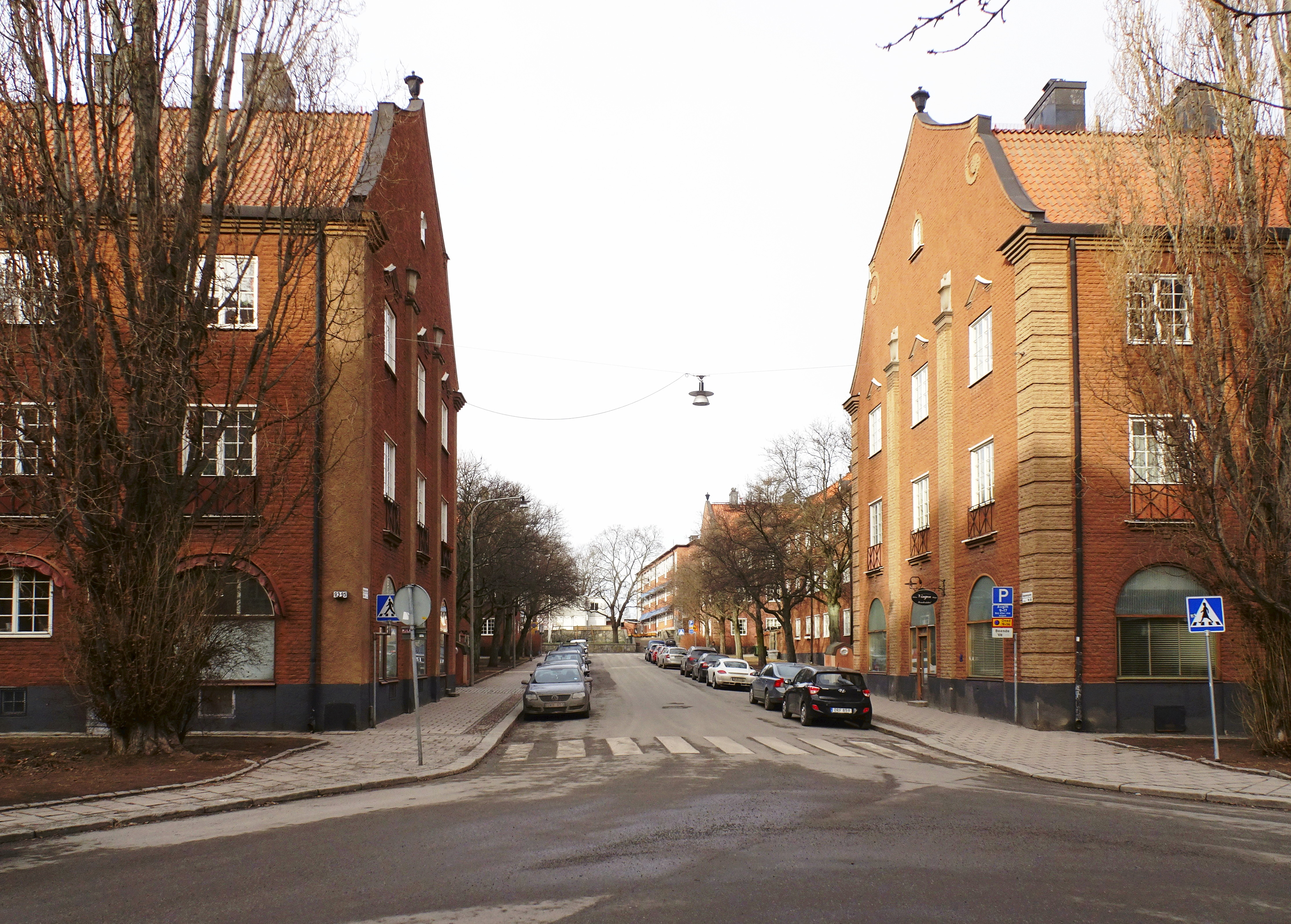
Upplandsgatan mot norr, kvarteret Motorn till vänster och Vingen till höger.

Upplandsgatan är gata på Norrmalm och Vasastan i Stockholms innerstad. Den sträcker sig ca 1500 meter, från LO-borgen vid Norra Bantorget i söder till Rödabergsskolan vid Västmannagatan i norr.

## Historik
Gatans södra del benämndes under 1600- och 1700-talen Gråbergsgatan, och kom under 1800-talet att benämnas Stora Gråbergsgatan. Området i stadens utkanter var lantligt och här stod kvarnarna Stora Adam och Lilla Eva. I samband med uppförandet av den nya Vasastaden ville man på 1870-talet anlägga en bred trädplanterad boulevard längs gatan. Planerna kom dock att skrinläggas, men i kvarteret Facklan hann en fastighet uppföras enligt den nya gatubredden, och dess indragna fasad minner än idag om de tidigare planerna. 1884 blev Uplandsgatan nytt namn på "Stora Gråbergsgatan och dess förlängning till norra gränsvägen", det vill säga nuvarande Norra Stationsgatan. Ett exempel på en känd person som bott på gatan är Zeth "Zäta" Höglund som under åren 1909–1923 hade sin boning på Upplandsgatan 2.

## Byggnader och kvarter
- Vid gatan ligger bland annat Sankt Peterskyrkan och Gustaf Vasa kyrka.
- En anpassning till den bergiga terrängen i norr gjordes i kvarteren Motorn och Vingen med stadsplan av Per Olof Hallman och byggnader ritade av Gustaf Larson.
- Längst i norr märks Rödabergsskolan uppförd 1953 efter ritningar av arkitekt Paul Hedqvist.
- Upplandsgatan avslutas i norr av S:t Eriksparken som gestaltades på 1910-talet av arkitekt Per Olof Hallman.